# Warday
Warday è un romanzo di Whitley Strieber e James Kunetka, pubblicato per la prima volta nel 1984. Si tratta di un resoconto romanzato del viaggio degli autori attraverso gli Stati Uniti cinque anni dopo un limitato attacco nucleare per valutare come la nazione sia cambiata dopo la guerra. Il romanzo ha la forma di un articolo di ricerca in POV  e include documenti governativi, interviste con sopravvissuti e operatori umanitari e narrazione al presente.
Era prevista una versione cinematografica del romanzo, prodotta da Keith Barish e diretta dal regista greco Costa-Gavras. Il film non è stato mai realizzato.

## Trama
Strieber si trova a New York nell'ottobre del 1988, quando la città viene attaccata dalle armi nucleari sovietiche. Sperimenta gli esplosione iniziale mentre viaggia su un autobus e assiste all'allagamento della metropolitana di New York a causa di uno tsunami in seguito a un'esplosione nucleare in mare. Strieber si riunisce alla sua famiglia nella scuola del figlio e vi si rifugia, ma soffre di malattia acuta da radiazione. Dopo essersi ripreso, lui e la sua famiglia lasciano New York per San Antonio, che presto scoprono essere stata anch'essa distrutta. Alla fine si stabiliscono a Dallas, dove diventa agricoltore.
Cinque anni dopo, Strieber e Kunetka decidono di documentare gli effetti del Warday sugli Stati Uniti; attraversano prima il Texas sudorientale e sudoccidentale devastato. Poi visitano il nuovo stato nazionale di Aztlan, nell'ex Sud-Ovest americano, e conducono interviste con il ministro degli Esteri e i cittadini. Conducono poi interviste mentre cercano di eludere l'onnipresente polizia di Los Angeles, in California. La California, rimasta indenne dall'attacco, è diventata uno Stato di polizia autonomo e autoritario che tratta gli stranieri come "immigrati illegali". A San Francisco, si riuniscono con una vecchia amica di Strieber, Chelsea Quinn Yarbro, ma vengono catturati, arrestati e condannati ad anni di lavori forzati in carcere.
Durante il tragitto verso la prigione, fuggono in treno e continuano le loro interviste attraverso il Midwest, rifugiandosi periodicamente dalle tempeste di polvere altamente radioattive, ormai onnipresenti nel Midwest (create dal bombardamento nucleare dei Dakota). Dopo aver visitato Chicago, proseguono verso est verso la Pennsylvania e ciò che resta di New York, dove Strieber, sopraffatto dall'emozione, torna al suo vecchio appartamento tra le pericolose rovine di Manhattan. Il libro si conclude con Strieber e Kunetka di nuovo in Texas, alle prese con un futuro incerto.

### La guerra
L'ex Sottosegretario alla Difesa per l'Intelligence racconta a Strieber che gli Stati Uniti stavano schierando Spiderweb, un avanzato sistema di Difesa missilistica in grado di utilizzare un fascio di particelle orbitante per distruggere sia i missili lanciati da missili balistici intercontinentali che da sottomarini. Per impedirne il dispiegamento, i sovietici distrussero lo Space Shuttle Enterprise con un satellite caccia-armi anti-satellite. I sovietici fecero quindi detonare un set di sei grandi testate nucleari nello spazio sopra gli Stati Uniti, causando un enorme impulso elettromagnetico che paralizzò i sistemi elettronici in tutto il paese. I sovietici lanciarono quindi un primo attacco limitato utilizzando satelliti frazionari per dispiegare le loro testate. In risposta, il presidente degli Stati Uniti, a bordo del Boeing E-4 NEACP, autorizzò un contrattacco, distruggendo Mosca, San Pietroburgo, Sebastopoli e le capitali delle repubbliche sovietiche. Poco dopo, il NEACP, paralizzato dall'impulso elettromagnetico, precipitò nella Carolina del Nord, uccidendo il presidente ma lasciando altri sopravvissuti, tra cui il Sottosegretario.
L'"attacco limitato" dei sovietici distrusse Washington, San Antonio e gran parte di Long Island, oltre a basi missilistiche ICBM e importanti basi aeree nel Dakota del Nord, nel Dakota del Sud, nel Montana e nel Wyoming, uccidendo circa sette milioni di persone. Le successive tempeste di fuoco e le ricadute distrussero gran parte di Brooklyn, Queens, Baltimora e gran parte del Texas sud-occidentale. La Marina sovietica lanciò anche attacchi nucleari che distrussero circa il 90% della Marina degli Stati Uniti, subendo pesanti perdite. La durata della guerra fu di 36 minuti.

### Stati Uniti del dopoguerra
Manhattan e i quartieri rimasti intatti vengono evacuati, isolati e infine cadono in rovina, senza acqua, elettricità e sistemi di trasporto pubblico. L'acqua nel New Jersey è contaminata dal deflusso delle industrie petrolchimiche danneggiate. Filadelfia e Houston vengono evacuate a causa delle pesanti ricadute degli attentati di Washington e San Antonio. La polvere radioattiva del Midwest e delle Pianure Centrali causa una carestia che uccide milioni di persone. Meno di un anno dopo la guerra, un nuovo ceppo di influenza, noto come influenza di Cincinnati, raggiunse rapidamente livelli epidemici, uccidendo 21 milioni di persone negli Stati Uniti e milioni in tutto il mondo. I cittadini statunitensi rimasti sono ancora in pericolo a causa dell'avvelenamento da radiazioni e di una nuova malattia incurabile di origine sconosciuta, la malattia sclerosante aspecifica.
Presto non esisteranno più gli Stati Uniti; la California e il Texas formano nazioni indipendenti "di fatto", con forze militari e valute autonome. Il governo federale, ormai quasi impotente, viene ristabilito a Los Angeles.

#### Costa Occidentale
Non avendo subito attacchi diretti o ricadute, la California si è ripresa dall'EMP tornando a uno standard di vita prebellico, con ingenti investimenti e influenza giapponese e britannica. Temendo che milioni di rifugiati provenienti dal resto degli Stati Uniti avrebbero inondato lo stato e danneggiato gravemente il suo invidiabile standard di vita, la California ha chiuso i suoi confini, sospeso l'"habeas corpus" e assunto un atteggiamento apertamente autoritario sia nelle prospettive che nelle operazioni. I sospetti immigrati clandestini vengono immediatamente incarcerati, deportati o persino giustiziati. Altre regioni, come il Pacifico Nord-Ovest e il Profondo Sud, anch'esse sfuggite al peggio del Warday, hanno adottato misure simili ma meno draconiane. Sebbene ospiti il presidente e parte del governo federale, la California è di fatto una nazione sovrana, che ospita di fatto le ambasciate delle potenze mondiali ancora in attività a Sacramento.
Nel vuoto lasciato dalla distruzione dei Sovietici e degli Stati Uniti, il Regno Unito e il Giappone sono diventati superpotenze. La Germania Ovest e la Germania Est si sono riunificate, gli Stati Uniti dipendono dagli inglesi e dal Giappone per aiuti e supporto finanziario, e molti americani sperano di emigrare nel Regno Unito. Un'organizzazione intergovernativa di aiuti chiamata "British Relief", con il sostegno delle unità militari britanniche di stanza negli Stati Uniti, ha un ruolo importante nel governo del paese e occupa alcune aree – di fatto, una restaurazione del British-America, ma include aree che non erano mai state sotto il dominio britannico prima del 1775. Esiste anche una consistente presenza militare giapponese, soprattutto nella regione di Aztlan intorno a El Paso. Importanti risorse tecnologiche, come il Los Alamos National Laboratory, sono state sequestrate dai giapponesi, e scienziati sono stati trasferiti in Giappone in modo simile all'Operazione Paperclip dopo la Seconda Guerra Mondiale. Molti intervistati menzionano la possibilità di una futura Guerra Fredda tra Gran Bretagna e Giappone.
Il Messico, pur essendo sfuggito alla distruzione immediata, senza gli aiuti e il commercio degli Stati Uniti è rapidamente sprofondato nell'anarchia, con rivoluzioni a Città del Messico, morti di massa per carestia ed epidemie dell'influenza di Cincinnati. Il Canada, pur essendo sfuggito ai colpi diretti delle armi nucleari, è stato colpito dall'attacco con impulsi elettromagnetici contro gli Stati Uniti e la sua economia è stata distrutta di conseguenza. Il paese ha chiuso i confini ai rifugiati statunitensi, espellendo molte persone dal Dakota del Nord che avevano cercato rifugio nei giorni successivi alla guerra. I canadesi hanno incolpato gli Stati Uniti di aver scatenato la guerra senza pensare alle conseguenze per i paesi vicini. Gli Stati Uniti vendettero l'Alaska ai canadesi, con il petrolio di Prudhoe Bay dirottato verso Vancouver.
Si sostiene che l'Argentina e gran parte dell'America Latina, sebbene indenni, siano state occupate da nazioni occidentali per stabilizzare le scorte alimentari destinate all'Europa e impedire un destino simile a quello del Messico. La veridicità di questa affermazione è sconosciuta, ma un membro del British Relief fa riferimento all'"Argentina", suggerendo una certa verità. Ciò che resta dell'Unione Sovietica ha perso il controllo dei suoi ex stati satelliti nel Blocco Orientale. Altrove, la Polonia ha invaso l'Ucraina per riconquistare i territori ceduti all'Unione Sovietica durante la Seconda Guerra Mondiale, mentre il Sudafrica è in guerra con lo Zimbabwe. In Medio Oriente, il conflitto israelo-palestinese continua. I paesi in via di sviluppo, in particolare il subcontinente indiano, l'America Latina, l'Asia e l'Africa, hanno subito un forte calo demografico a causa della carestia.

## Vedi anche

#### Aztlan
Una nuova nazione Ispanici/Nativi Americani chiamata Aztlan emerge attraverso la secessione. Il suo governo rivendica tutta l'area dal Texas Occidentale al confine con la California fino al Nevada, ha espulso con la forza quasi tutti i residenti bianchi e ha istituito uno stato Socialista Libertario che garantisce totale autonomia alle tribù dei Nativi Americani all'interno dei suoi confini. Accoglie immigrati messicani e annuncia piani per formare una nazione ispanica lungo il confine messicano che comprende California, Arizona, Nuovo Messico e Texas a ovest del Pecos. I giapponesi forniscono aiuti economici ad Aztlan in cambio dello sfruttamento di risorse naturali come la soia e l'uranio, e ci sono prove che in realtà Aztlan sia diventato uno stato cliente del Giappone. Aztlan è riconosciuta dalla maggior parte delle nazioni in Africa e America Latina, ma il governatore del Texas intende riconquistarla con la forza.

### Economia, cultura e società
L'EMP ha distrutto la maggior parte dei conti bancari, dei piani pensionistici 401(k), dei fondi pensione, dei registri finanziari, il mercato azionario NYSE, il sistema creditizio e altri beni archiviati elettronicamente negli Stati Uniti e in Canada. Il denaro ha subito una rapida deflazione e l'economia è tornata al sistema del dollaro d'oro. Anche la maggior parte dei macchinari e dei dispositivi elettronici è irrimediabilmente danneggiata. Il prezzo del petrolio scende a 12 centesimi al barile, mentre molte altre nazioni hanno richiesto prestiti e debiti verso gli Stati Uniti.
La Chiesa cattolica negli Stati Uniti e la Chiesa episcopale (Stati Uniti) si riuniscono e il suicidio assistito, in caso di dolorose malattie terminali, viene accettato e sancito dai leader religiosi, inclusa la Santa Sede. La Wicca, la medicina "alternativa" e la medicina biologica diventano comuni. Molti americani diventano strutturalisti, anarchici e luddisti, rifiutando l'autorità civica e tornando a uno stile di vita primitivo. I sistemi di comunicazione danneggiati fanno sì che il popolo americano rimanga isolato e molti credono che l'URSS abbia vinto la guerra.
Le aziende straniere si insediano nelle regioni non colpite degli Stati Uniti per vendere elettronica, macchinari e investimenti, sfruttandone al contempo le risorse naturali, alimentando il timore che gli Stati Uniti possano essere ridotti alla dipendenza dal Terzo Mondo. Nonostante ciò, la maggior parte degli americani crede che gli Stati Uniti recupereranno il loro status di grande potenza.

### L'URSS
Attraverso le loro interviste, Strieber e Kunetka apprendono numerosi resoconti e voci sullo stato attuale dell'Unione Sovietica. È certo che l'URSS sia crollata, con quasi metà della sua popolazione uccisa il Giorno della Vittoria o già morta quando gli autori scrivono il libro, cinque anni dopo. Tuttavia, se il premier sovietico e il Politburo siano sopravvissuti rimane un mistero. Alcune ex repubbliche sovietiche (come il "Regno dell'Azerbaigian" e un'enclave della Russia Bianca) si sono dichiarate stati indipendenti. È stato riferito, sebbene non confermato, che misteriose "bombe viola" abbiano distrutto i campi di grano dell'Ucraina. Sebbene le unità dell'Esercito Sovietico di stanza nelle nazioni del Patto di Varsavia si siano sciolte per mancanza di ordini o direttive da parte di Mosca, sottomarini sovietici vagabondi vagano ancora nell'Artico, assaltando le città costiere dell'Alaska e del Canada per rifornimenti. Questi sono attivamente braccati dalla Royal Navy e le loro testate rimanenti sono ancora puntate sugli Stati Uniti, con un caso in cui un sottomarino era a un solo minuto dalla distruzione della costa occidentale prima di essere distrutto dalla Royal Navy.

### Il resto del mondo
Prima del conflitto tra Stati Uniti e Unione Sovietica, il Regno Unito, la Francia e la Germania Ovest firmarono un segreto "Trattato di Coventry", in base al quale avrebbero sequestrato le basi militari statunitensi nei rispettivi paesi, in caso di un'improvvisa guerra nucleare tra Stati Uniti e Unione Sovietica. Queste nazioni informarono i sovietici della loro intenzione di rimanere neutrali, venendo così risparmiate da un'invasione e da un attacco nucleare, una decisione che un personaggio descrive come probabilmente responsabile della salvaguardia dell'umanità da una guerra nucleare totale.